# Coelorinchus sparsilepis
Coelorinchus sparsilepis är en fiskart som beskrevs av Okamura, 1984. Coelorinchus sparsilepis ingår i släktet Coelorinchus och familjen skolästfiskar. Inga underarter finns listade i Catalogue of Life.